# Frate converso
Il frate converso è un religioso che appartiene ad un ordine religioso e veste l'abito dell'ordine, ma non ha preso gli Ordini. Lo si usa pure al femminile: "monaca conversa".
In passato era una condizione comune, specialmente per le persone illetterate che volevano entrare in convento.

## Ruolo
Normalmente è incaricato dei lavori manuali, di servire alla chiesa e ai religiosi negli uffici minori. Non essendo tenuto al lungo corso degli studi, ma soltanto all'esercizio delle opere manuali, è libero da impegni di studio, di culto e di apostolato propri del frate sacerdote. Generalmente aiuta e assiste i sacerdoti.
Può essere esentato dalla preghiera comunitaria ma indossa la corona del rosario alla cinta così da poter recitare le preghiere durante la giornata: In iscambio del divino officio dicono ad ogni ora canonica certi padrenostri e avemarie, in quello modo come da loro maggiori è ordinato.
Non indossa l'abito dei frati ma, nell'ordine dei domenicani, lo scapolare nero, così da essere meno sporchevole durante i lavori manuali.
Il frate converso non può celebrare i sacramenti, predicare, confessare e non può partecipare alle discussioni sulle decisioni comunitarie.

## In letteratura
Un celebre esempio letterario di "converso" è Fra Galdino, personaggio secondario de I Promessi Sposi di Alessandro Manzoni.